# NGC 4779
NGC 4779 é uma galáxia espiral barrada (SBbc) localizada na direcção da constelação de Virgo. Possui uma declinação de +09° 42' 33" e uma ascensão recta de 12 horas, 53 minutos e 50,7 segundos.
A galáxia NGC 4779 foi descoberta em 15 de Abril de 1784 por William Herschel.